# Peter Tork
Peter Halsten Thorkelson (13 de fevereiro de 1942  — 21 de fevereiro de 2019), mais conhecido como Peter Tork, foi um músico e ator estadunidense.

## Biografia
Músico multi-instrumentista, ficou conhecido como membro da banda The Monkees, pela qual gravou discos e atuou em uma série de TV protagonizada por eles. Após a separação do grupo, montou as bandas The Peter Tork Project Peter Tork & The New Monkees e Shoe Suede Blues. Em 2009, após um exame médico, foi diagnosticado com um tipo raro de câncer. Porém, em 2011, afirmou ter sobrevivido à doença.
Tork faleceu aos 77 anos, em 21 de fevereiro de 2019.

## Discografia

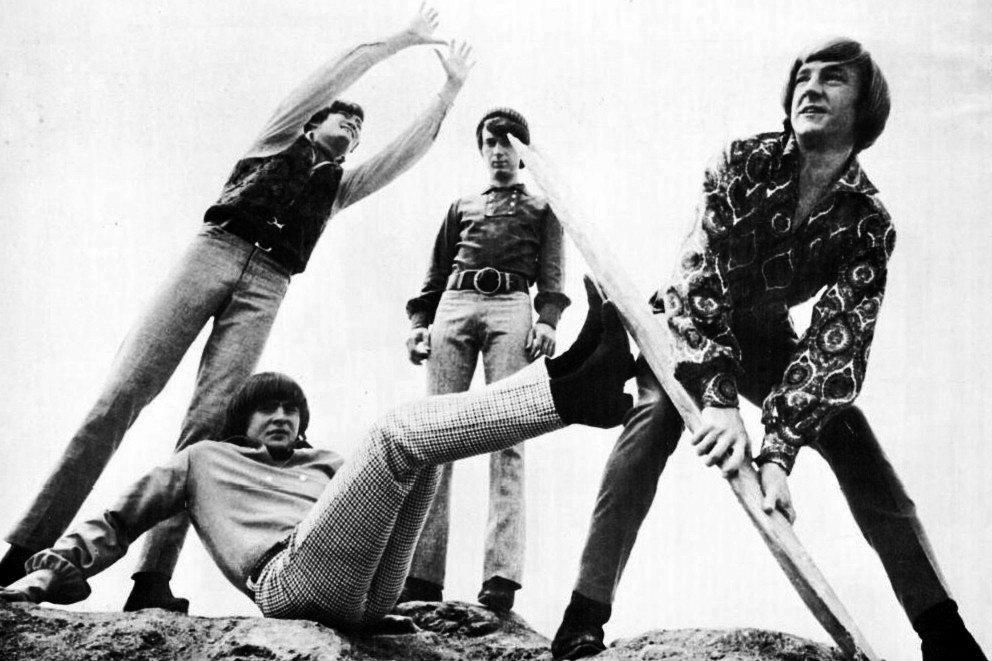
Peter Tork (à direita) com The Monkees em 1967

### The Monkees

#### Álbuns de estúdio
- 1966 - The Monkees
- 1967 - More of The Monkees
- 1967 - Headquarters
- 1967 - Pisces, Aquarius, Capricorn & Jones Ltd.
- 1968 - The Birds, The Bees & the Monkees
- 1968 - Head
- 1969 - Instant Replay
- 1969 - The Monkees Present
- 1970 - Changes
- 1987 - Pool It!
- 1996 - Justus

#### Álbuns ao vivo
- 1987 - Live 1967
- 2001 - Summer 1967: The Complete U.S. Concert Recordings

#### Coletâneas
- 1969 - Greatest Hits
- 1971 - Barrel Full of Monkees
- 1976 - The Monkees Greatest Hits
- 1986 - Then & Now... The Best of The Monkees
- 1998 - The Monkees Anthology
- 2003 - The Headquarters Sessions

### Solo

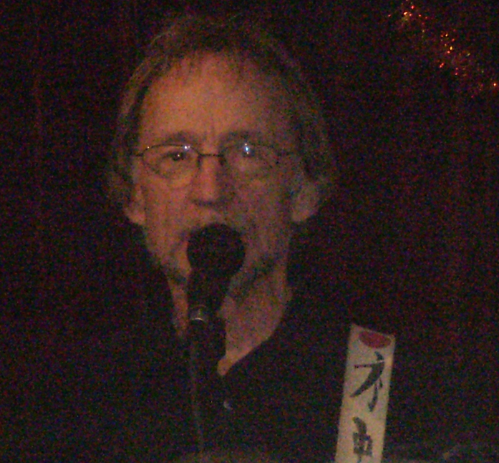
Peter Tork em uma apresentação ao vivo no Record Collector em Bordentown, New Jersey, em 2010

#### Peter Tork

##### Álbuns de estúdio
- 1994 - Stranger Things Have Happened

#### Peter Tork & The New Monkees

##### Álbuns de estúdio
- Peter’s Back!: ?

#### PeterTork & James Lee Stanley

##### Álbuns de estúdio
- 1996 - Two Man Band
- 2001 - Once Again
- 2003 - Beachwood Christmas

##### Álbuns ao vivo
- 2006 - Live/Backstage At The Coffee Gallery

#### Shoe Suede Blues

##### Álbuns de estúdio
- 2007 - Cambria Hotel

## Filmografia

### The Monkees

#### TV
- 1966-1968 - The Monkees (série de TV)
- 1969 - 33⅓ Revolutions Per Monkee
- 1997 - Hey, Hey, It's the Monkees

## Notas

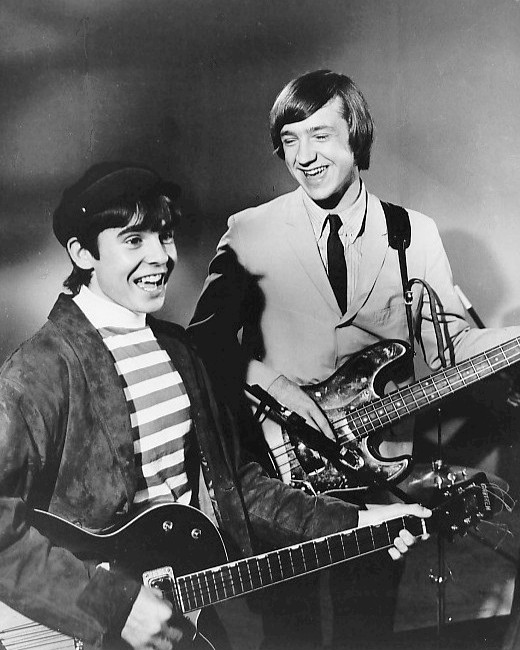
Peter Tork e David Jones, em 1966

#### Cinema
- 1968 - Head

### Peter Tork no Brasil
Em fevereiro de 2003, Peter Tork fez uma visita inesperada ao Brasil. Após uma entrevista à rádio Kiss FM, realizou dois shows em São Paulo: um no bar Bourbon Street, no dia 11 de fevereiro, e outro no Venâncio's Bar, no dia 15. Tork mostrou-se bastante satisfeito com as apresentações e disse que retornaria ao país, o que não aconteceu.

### Peter Tork & George Harrison
Em 1968, Peter Tork aceitou o convite do guitarrista dos Beatles, George Harrison, para participar das gravações de Wonderwall Music, o primeiro álbum solo de Harrison.

### Reação à morte de David Jones
Ao saber da morte de seu antigo companheiro em The Monkees, David Jones, ocorrida em 2012, Peter Tork disse: "É com grande tristeza que reflito sobre a súbita partida de meu amigo de longa data e companheiro de aventuras, David Jones. Sentiremos falta de seu talento e seus dons estarão sempre conosco. Adios ao cowboy de Manchester".